# Hoplia reinii
Hoplia reinii är en skalbaggsart som beskrevs av Lucas Friedrich Julius Dominikus von Heyden 1878. Hoplia reinii ingår i släktet Hoplia och familjen Melolonthidae. Inga underarter finns listade i Catalogue of Life.